# Mauro Alfonso
Mauro Agustín Alfonso Madruga (Montevideo, 17 de junio de 2002-) es un futbolista uruguayo que juega como defensa y milita actualmente en Unión San Felipe de la Primera B de Chile.

## Trayectoria
Un defensa central zurdo, inició su carrera profesional con Villa Española, siendo promocionado al primer equipo y firmando su primer contrato como profesional en febrero de 2022.
En diciembre de 2022, firmó con Boston River de la Primera División de Uruguay. Fue cedido a préstamo a Rentistas por el segundo semestre de 2024, y a Cerro Largo F. C. en enero de 2025.
El segundo semestre de 2025, firmó por Unión San Felipe de la Liga de Ascenso de Chile, en su primera experiencia en el extranjero.

## Clubes
| Club                         | País    | Año       |
| ---------------------------- | ------- | --------- |
| Villa Española               | Uruguay | 2021-2022 |
| Boston River                 | Uruguay | 2023-     |
| → Rentistas (cedido)         | Uruguay | 2024      |
| → Cerro Largo F. C. (cedido) | Uruguay | 2025      |
| → Unión San Felipe (cedido)  | Chile   | 2025-Act. |